# Гарганега
Гарганега (Garganega; от названия области Гаргано), или Греканико (Grecanico) — сорт винограда, используемый как в свежем виде, так и для изготовления белых вин (преимущественно в северо-восточных итальянских провинциях Верона и Виченца). Входит в шестёрку наиболее распространённых в Италии сортов белого винограда.
Впервые упоминается Петром Кресценцием в трактате «Ruralia commoda» (начало XIV века). В 2008 году учёными была доказана идентичность гарганеги с сицилийским сортом Grecanico Dorato и близкое родство (возможно, предок) с семью сортами, рассеянными по всей территории Италии (включая такие известные, как тосканский треббьяно, сицилийский катарратто и наиболее распространённый вариант мальвазии). Это позволяет предположить, что в Средние века гарганега уступала по распространённости в Италии только чёрному винограду санджовезе.
Сила роста лозы средняя. Лист средний, округлый, пятилопастный. Нижняя поверхность листа покрыта густым опушением. Гроздь цилиндроконическая или коническая. Ягоды меньше средней величины, округлые. Урожайность этого сорта винограда высока, средне-позднего срока созревания. 
Наиболее часто используется виноделами DOC Соаве. Если урожайность куста не ограничивается (как часто и происходит), то вино получается малоароматным, почти нейтральным и достаточно водянистым. Исключение составляет сладкое речото, которое способно храниться и созревать многие годы.